# Ujung Mariah
Ujung Mariah is een bestuurslaag in het regentschap Simalungun van de provincie Noord-Sumatra, Indonesië. Ujung Mariah telt 380 inwoners (volkstelling 2010).